# Homilia pallida
Homilia pallida är en nattsländeart som beskrevs av Longinos Navás 1930.
Homilia pallida ingår i släktet Homilia och familjen långhornssländor. Inga underarter finns listade i Catalogue of Life.